# Антропенко, Игорь Александрович
Игорь Александрович Антропенко (род. 10 декабря 1969, Омск, РСФСР, СССР) — российский политический деятель и бизнесмен, депутат Государственной думы VIII созыва с 2021 года.

## Биография
Игорь Антропенко родился 10 декабря 1969 года в Омске. Окончил юридический факультет ОмГУ (1993), Академию народного хозяйства при правительстве РФ по специальности «финансы и кредит» (1999). В 2004 году защитил кандидатскую диссертацию на тему «Уголовно-правовая и криминологическая характеристика преступлений в сфере потребительского рынка». С 1993 года работал в прокуратуре, позже занимался частной юридической практикой, занимал руководящие посты в ряде энергоснабжающих организаций. В 2013 году возглавил совет директоров Омского электромеханического завода. Кроме того, Антропенко был управляющим директором, затем директором по стратегическому развитию ООО «Основа холдинг» управлял омской гостиницей «Ибис» (оба актива связаны с его отцом, Александром Александровичем Антропенко).
Антропенко избирался в Омский городской совет от партии «Справедливая Россия» (2012—2016) и в Законодательное собрание Омской области от партии «Единая Россия» (2016—2021), в 2012 и 2017 годах выдвигал свою кандидатуру в мэры Омска, но оба раза снимался с выборов. В 2021 году он был избран депутатом Государственной думы VIII созыва от «Единой России».
Из-за поддержки российской агрессии и нарушения территориальной целостности Украины во время российско-украинской войны Антропенко находится под персональными международными санкциями 27 стран ЕС, Великобритании, США, Канады, Швейцарии, Австралии, Японии, Украины, Новой Зеландии.
Игорь Антропенко женат, у него двое сыновей.